# Кармартеншир
Кармартеншир (англ. Carmarthenshire, валл. Sir Gaerfyrddin) — унитарная административная единица Уэльса со статусом графства (англ. county).
Унитарная единица образована Актом о местном управлении 1994 года. Территория Кармартеншира сформирована из районов Кармартен, Лланелли и Диневур, в соответствии с границами традиционного графства Кармартеншир.
Область расположена в западном Уэльсе и граничит с областями Пембрукшир на западе, Кередигион на севере, Поуис на востоке, Нит-Порт-Толбот и Суонси на юге.
Основными городами Кармартеншира являются: Лланелли, Кармартен и Амманфорд.

## Достопримечательности
- Замок Лланстеффан